# Melagrana

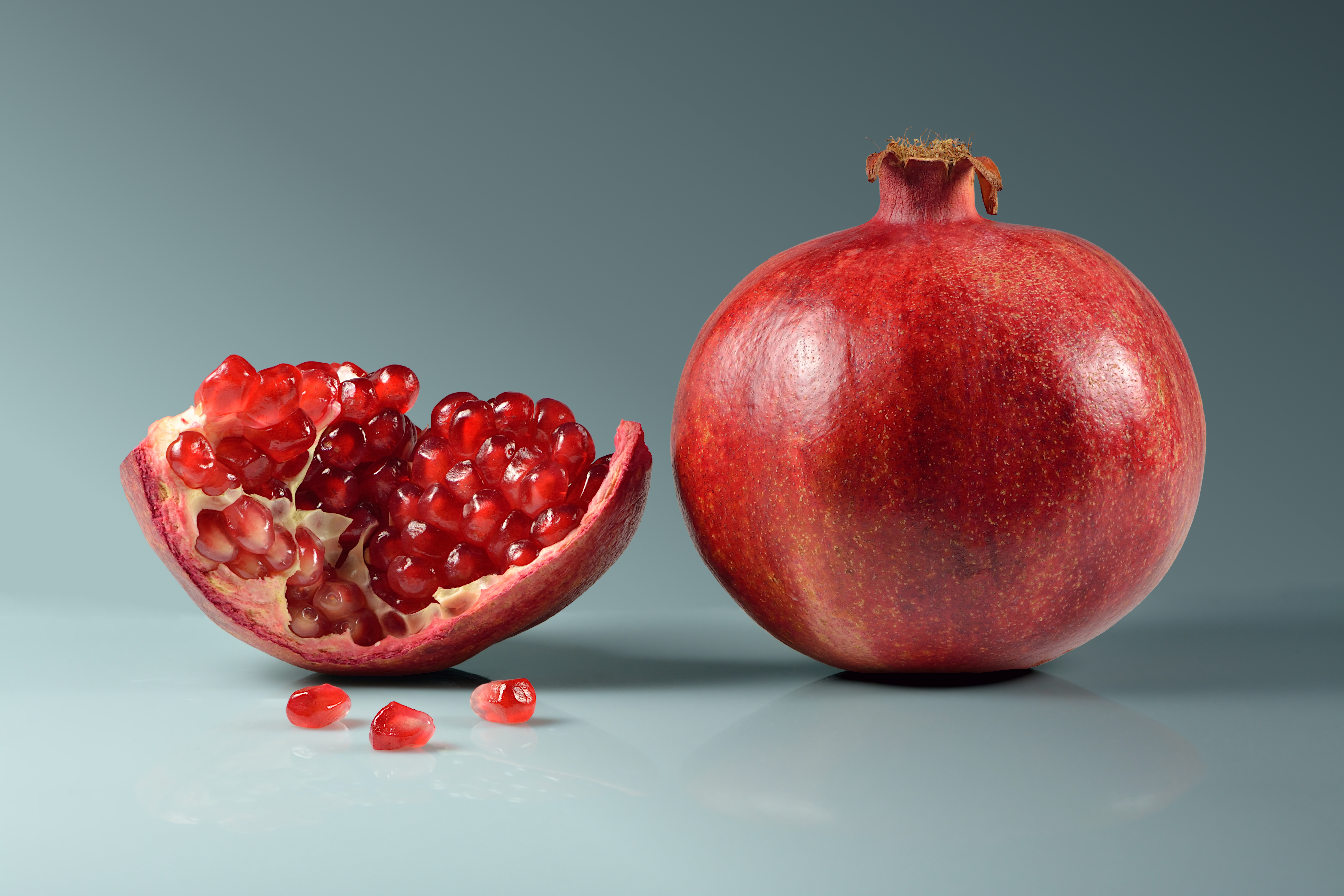
Melagrana

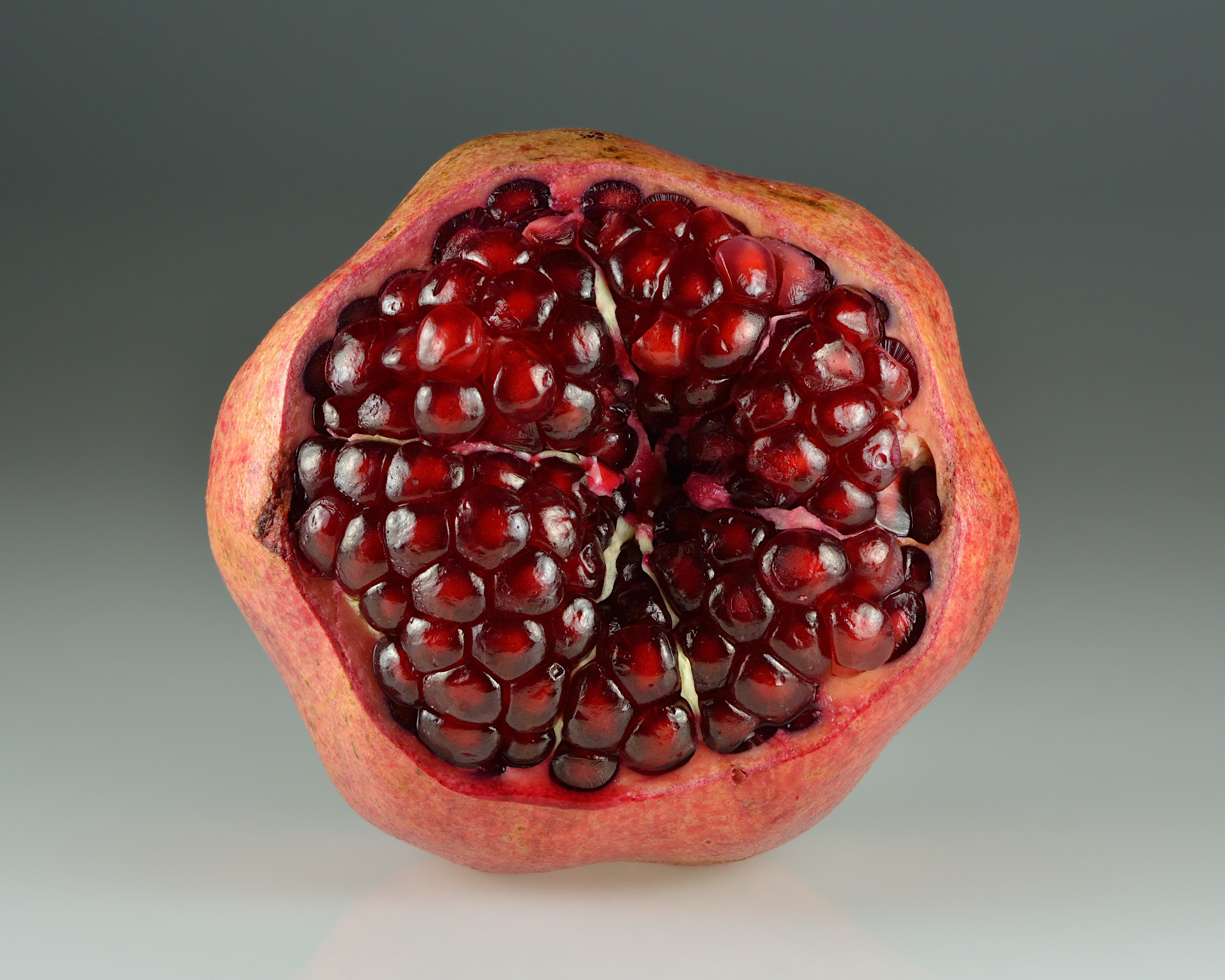
Melagrana aperta

La melagrana (detta anche mela granata o solo granata), dal latino malum granatum, è il frutto del melograno. Il nome della pianta diviene spesso sineddoche del frutto stesso. La pianta è presente dall'Iran alla zona himalayana dell'India settentrionale, nel Caucaso e nella Macchia mediterranea. Il frutto è composto da più semi (arilli), che sono la parte commestibile per gli esseri umani. In diverse religioni e culture ha assunto un forte significato simbolico.

## Origine del nome

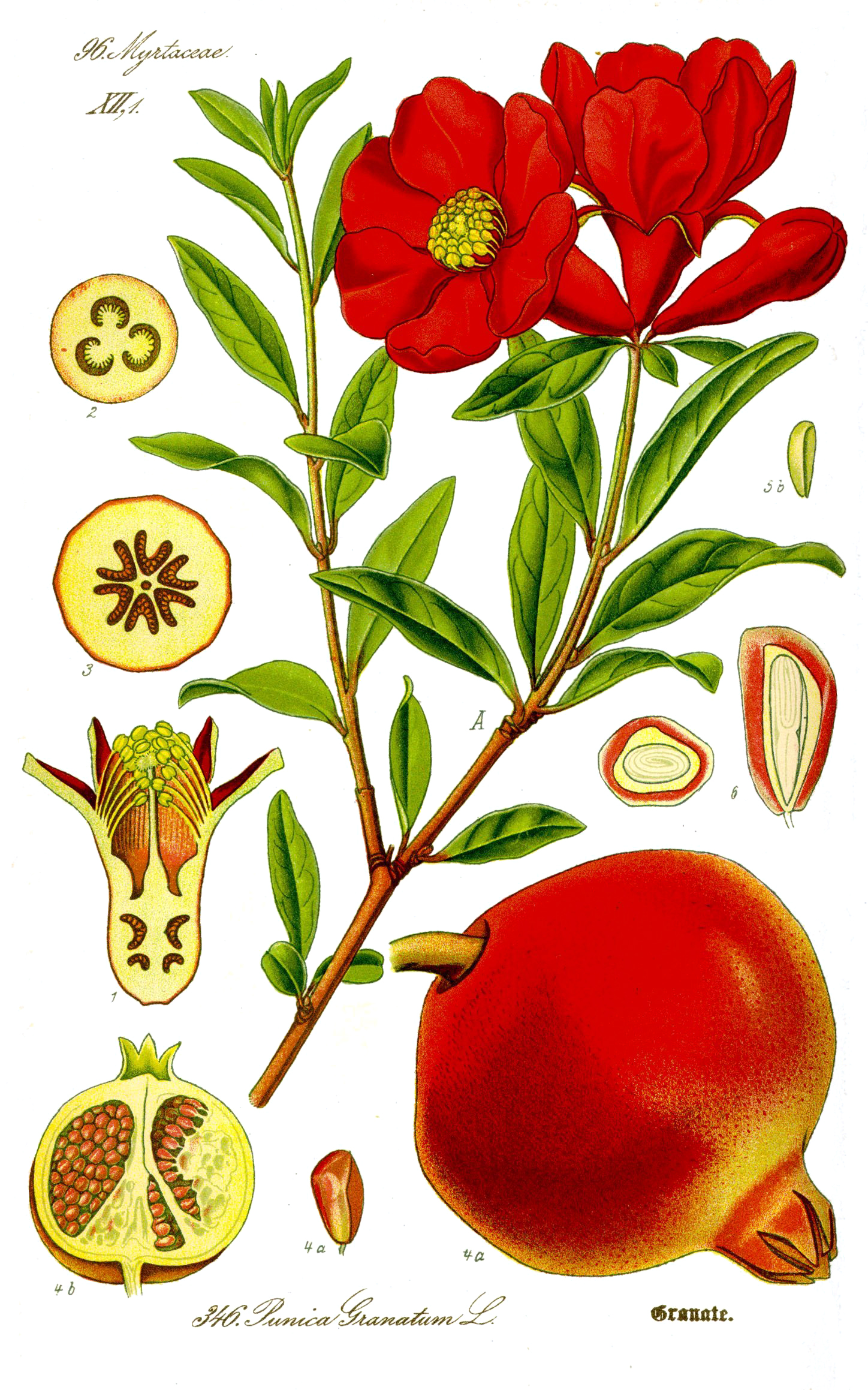
Melograno, illustrazione di Otto Wilhelm Thomé, 1885

Il nome "melograno" deriva dal latino malum ("mela") e granatum ("con semi”).
La stessa origine è riconosciuta anche in altre lingue come in inglese Pomegranate, ed in tedesco Granatapfel (mela coi semi). In antico inglese era noto con il nome di apple of Grenada (mela di Granada).
Una radice del nome della melagrana deriva dall'antico egiziano rmn, da questo deriva l'ebraico rimmôn, e l'arabo rummân.
Dall'arabo il termine passò ad altre lingue, come il portoghese (romã), nella lingua della Cabilia (rrumman) e nel maltese (rummien).

## Descrizione
La melagrana (o granata) è una bacca (detta balausta) di consistenza molto robusta, con buccia molto dura e coriacea, ha forma rotonda o leggermente allungata, a volte sub–esagonale, con diametro da 5 a 12 cm e con dimensione fortemente condizionata dalla varietà e, soprattutto, dalle condizioni di coltivazione. Il frutto ha diverse partizioni interne robuste che svolgono funzione di placentazione ai semi, detti chicchi o arilli (mediamente 613 per frutto) separati da una membrana detta cica. I semi, di colore rosso, in alcune varietà sono circondati da una polpa traslucida colorata dal bianco al rosso rubino, più o meno acidula e, nelle varietà a frutto commestibile, dolce e profumata.
Il frutto reca in posizione apicale (opposta al picciolo) una caratteristica robusta corona a quattro-cinque pezzi, che sono residui del calice fiorale. Il frutto matura a ottobre-novembre, a seconda delle varietà.

### Nutrienti
| Melum granatum/Melagrana (valore nutritivo per 100g) |                                  |                             |                       |
| acqua: da 79 a 80 %                                  | materiale azotato: 1,2 %         | mat. carboidrato: 16 %      | valore totale: g      |
| fibra : 3 a 3,5 g                                    | valore energetico : 52 a 60 kcal |                             |                       |
| proteine: 1 g                                        | grassi: 0,5 g                    | zuccheri: 13 g              | zuccheri semplici: g  |
| Sali minerali & oligo-elementi                       |                                  |                             |                       |
| Potassio : 250 mg                                    | Fosforo : 22 mg                  | Calcio : 11 mg              | Magnesio : 5 mg       |
| Sodio : 5 mg                                         | Ferro : 1 mg                     | Zinco : 200 µg              | Rame: 100 µg          |
| Manganese : 100 µg                                   |                                  |                             |                       |
| vitamine                                             |                                  |                             |                       |
| vitamina C: 20 mg                                    | vitamina B1 : 30 µg              | vitamina B2 : 20 µg         | B3/PP/Niacina : 20 µg |
| vitamina B5 : 50 µg                                  | vitamina B6 : 10 µg              | vitamina B9: µg             | vitamina B12: µg      |
| vitamina A : 30 µg                                   | retinolo: µg                     | vitamina E: µg              | vitamina K: µg        |
| acidi grassi                                         |                                  |                             |                       |
| acidi grassi saturi: g                               | acidi grassi monoinsaturi: g     | acidi grassi polinsaturi: g | colesterolo : 0 mg    |

## Avversità
Le melagrane possono essere attaccate da alcuni patogeni fungini tra cui Cercospora spp. (che provoca macchie), Alternaria alternata, Aspergillus spp. e Botrytis cinerea.

## Usi
La melagrana è definita in botanica "balausta".
Dalla scorza si ottiene una tonalità di giallo tipicamente utilizzata negli arazzi arabi. 
Il melograno è origine di tinture di fibre vegetali tradizionali.

### Usi medicinali
Si usa per le proprietà medicinali, la scorza dei frutti raccolta in autunno, ricche di tannino, tagliate a pezzetti e fatte essiccare all'aria.
La polvere ottenuta, utilizzata come decotto, ha proprietà tenifughe, astringenti, e sedativo nelle dissenterie; per uso esterno il decotto ha proprietà astringenti, per clisteri o irrigazioni vaginali.
I semi eduli ricchi di vitamina C, hanno proprietà blandamente diuretiche, si usano anche per la preparazione di sciroppi e della Granatina.

### Usi culinari

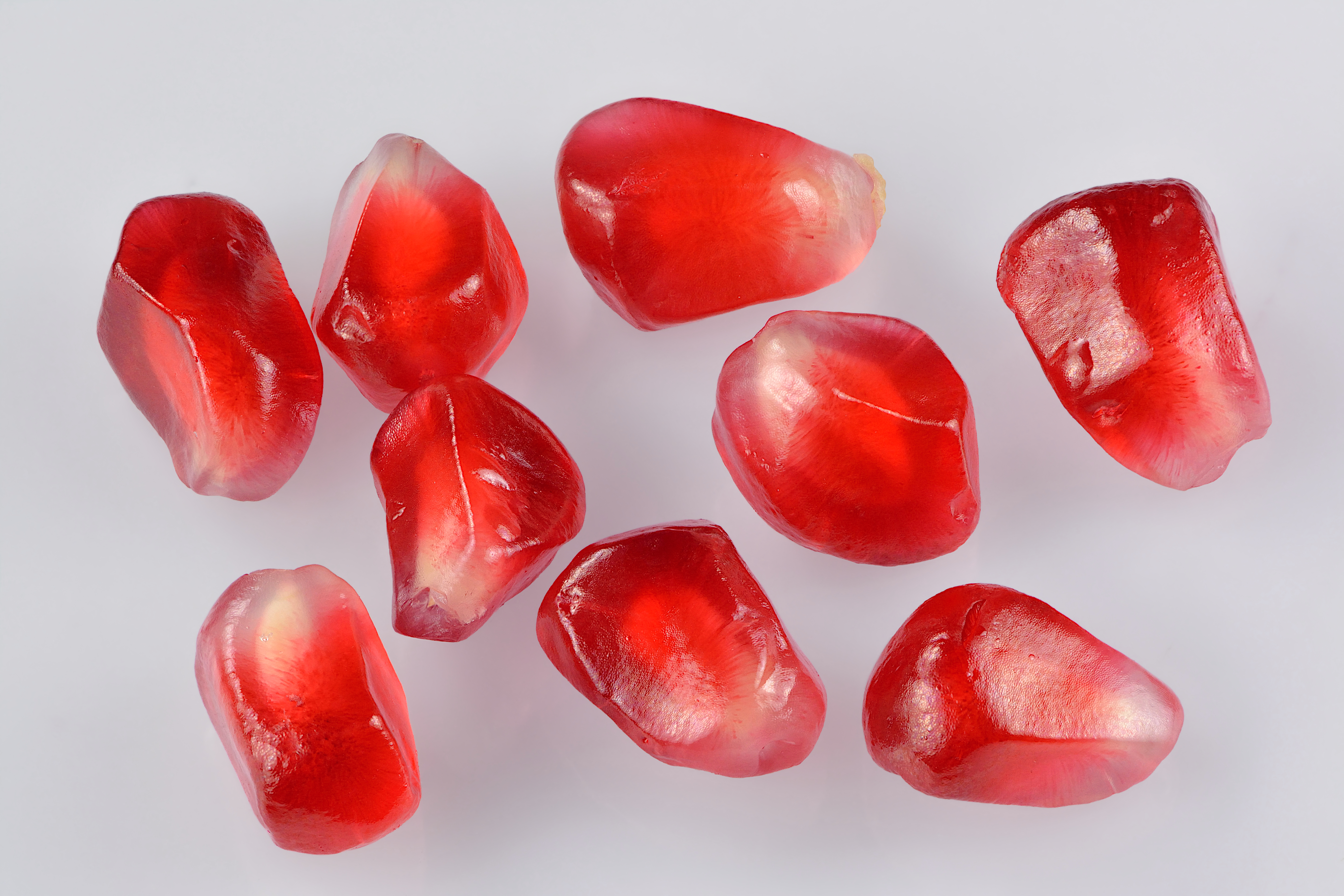
Semi (arilli) di melagrana

Dopo avere aperto il frutto con un coltello è necessario spaccarlo in più parti ed estrarre i semi staccandoli dalle membrane a cui sono fissati.
In caso di quantità rilevanti la separazione è favorita dal fatto che immersi nell'acqua i semi affondano mentre le membrane galleggiano.
I semi di alcune varietà selvatiche sono essiccati e macinati, e sono usati come componenti, a volte acidificanti in altre salse.
I semi sono spesso consumati direttamente, ma dato che la parte commestibile è la polpa traslucida che aderisce e circonda il seme, per poter inghiottire la polpa occorre inghiottire anche il seme, legnoso. Questo spiega il fatto che il maggior consumo si ha dopo la estrazione del succo dalla polpa.
Le scorze dei frutti hanno anche proprietà aromatiche e vengono utilizzate per dare il gusto amarognolo a Vermouth e aperitivi.
In Daunia, la melagrana è rinomato per essere uno degli ingredienti principali del grano cotto (cicce cutte in dialetto lucerino), un dolce che si prepara per la Commemorazione dei defunti. Come tutti gli altri ingredienti (grano, cioccolato, noci, etc.), i chicchi di melagrana utilizzati per preparare questa ricetta hanno una simbologia che richiama contemporaneamente alla morte e alla prosperità.
In Messico, i semi di melagrana sono usati per preparare una ricetta tradizionale, il chile en nogada, piatto caratteristico anche perché la sua presentazione rispecchia i colori della bandiera messicana (il rosso dello strato superiore di melagrana, il bianco della crema di noci e il verde del chile costituiscono il tricolore).

### Succo
Il sapore del succo è molto variabile, secondo le varietà. Alcuni succhi possono essere molto dolci, altri più acidi. Di norma il sapore è intermedio, con una base di dolce, un fondo acidulo, ed un tono leggermente amaro ed astringente dato dalla componente tannica dell'arillo.
Il succo di melagrana è detto "granatina" ed è ottenuto dalla spremitura dei semi, spesso diluito e zuccherato, è usato come bevanda.
La produzione di succo ("granatina") è praticamente l'unica definibile come "industriale" per le melagrane; occorre dire, che pressoché la totalità dei succhi di produzione industriale definiti "granatine" sono in realtà miscele di succhi di agrumi, lamponi, ribes ed aromi naturali, con poco, o spesso nulla, di succo di melagrana. La produzione del vero succo di melagrana è molto costosa, dato che prevede molta mano d'opera per un prodotto esiguo.
Il succo è spesso usato, nelle cucine tradizionali dei paesi di origine, per preparare salse, dolci o piccanti, per cibi tradizionali, per guarnire la carne o il riso.
Il succo di melagrana è un'eccellente sorgente di vitamina C e di vitamine del gruppo B, di potassio e di notevoli quantità di polifenoli antiossidanti.

## Simbolismo
Nell'iconografia, la melagrana fa le sue prime apparizioni nel IV millennio a.C. in Mesopotamia, a Uruk e a Susa. Nell'articolo l'autore informa sul fatto che nell'iconografia antica spesso la melagrana viene confusa con il frutto del papavero da oppio.
Per il colore dei numerosi semi, di un rosso traslucido brillante, racchiusi in un involucro robusto, il frutto ha colpito l'immaginazione umana per essere un prodigio prezioso della natura, questa conclusione è ripresa da molte culture come quella ebraica, greca, babilonese, araba e cristiana.
Il contrasto è ancora più accentuato dal fatto che la pianta viva in ambiente semi-desertico.

### Ebraismo
Il libro dell'Esodo (Esodo 28:33-34) prescrive che le immagini delle melagrane siano applicate sugli abiti rituali dei Grandi Sacerdoti. Il libro dei Re (1Re 7:13-22) descrive le melagrane rappresentate sui capitelli che erano sul fronte del Tempio di Salomone in Gerusalemme.
La corona, che nella simbolistica ebraica indica la santità, sarebbe rappresentata anche dalla "corona", residuo del calice fiorale che permane nella parte apicale del frutto.
La melagrana è inoltre nella simbologia ebraica, simbolo di onestà e correttezza, dato che conterrebbe 613 semi, che come altrettante perle sono le 613 prescrizioni scritte nella Torah, (365 divieti e 248 obblighi) osservando le quali si ha certezza di tenere un comportamento saggio ed equo. In realtà i semi della melagrana sono in numero variabile (di certo circa 600), ma il frutto con i suoi semi ricorda quel numero, che come tanti altri, ha riferimenti precisi nella numerologia ebraica.
La melagrana per i suoi numerosi semi è simbolo di produttività, ricchezza e fertilità.
Quella della melagrana è una delle poche immagini che appaiono nelle vecchie monete della Giudea come simbolo santo. 
Attualmente molti rotoli della Torah quando non sono in lettura, e quindi sono avvolti, sono protetti da gusci in argento a forma di melagrane (rimmonim) .
Alcuni studiosi di teologia ebraica hanno supposto che il frutto dell'Albero della vita del Giardino dell'Eden fosse da intendersi in realtà come una melagrana.
La melagrana è uno dei sette frutti elencati nella Bibbia (Deu. 8:8), come speciali prodotti della "Terra Promessa".

### Antica Grecia

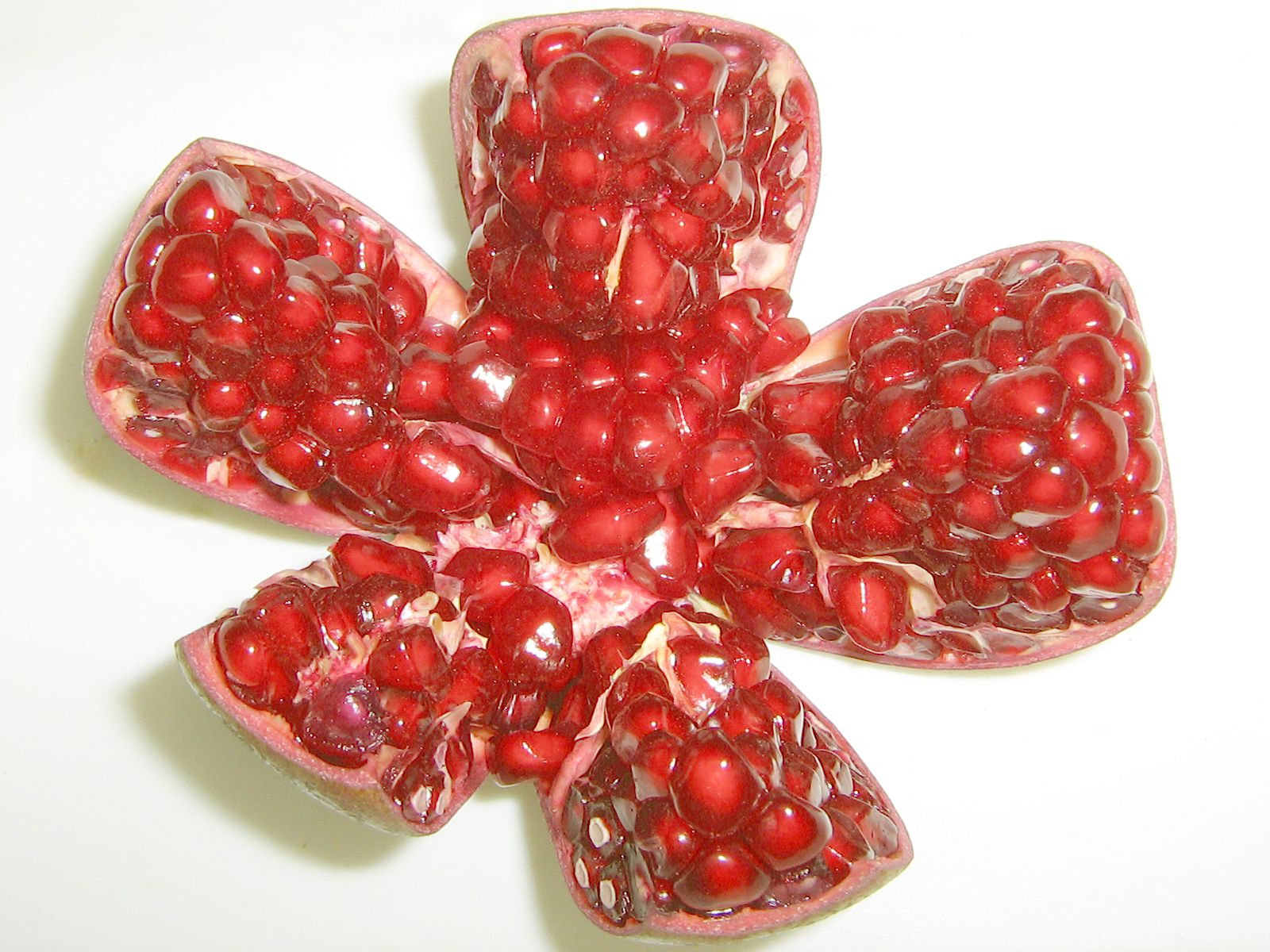
Melagrana aperta

Il mito della melagrana non è originario della Grecia, vi giunge dall'oriente, valorizzato come oggetto culturale e mitico da divinità anatoliche (Cibele), o mesopotamiche (Ishtar).
La mitologia importata confluisce in Grecia con numerosi riferimenti alle divinità greche al frutto ed ai semi della melagrana, fra gli altri il mito di Persefone e quello di Hera.
Dopo che Persefone venne rapita, negli inferi le venne offerta della frutta: ella mangiò senza appetito solo sei semi di melograno. Ignorava però che chi mangia i frutti degli inferi è costretto a rimanervi per l'eternità. Il significato del melograno può certamente rimandare al matrimonio e alla fertilità. Secondo altre interpretazioni, il frutto che nel mito stabilisce il contatto con il regno dell'oltretomba non è il melograno ma, a causa delle sue virtù narcotiche e psicotrope, l'oppio, la cui capsula, a parte le minori dimensioni, è straordinariamente simile proprio al frutto del melograno.
Riguardo alla dea Hera, il simbolo della melagrana rappresenta la fertilità, a celebrare la figura della madre che nutre.

### Cristianesimo

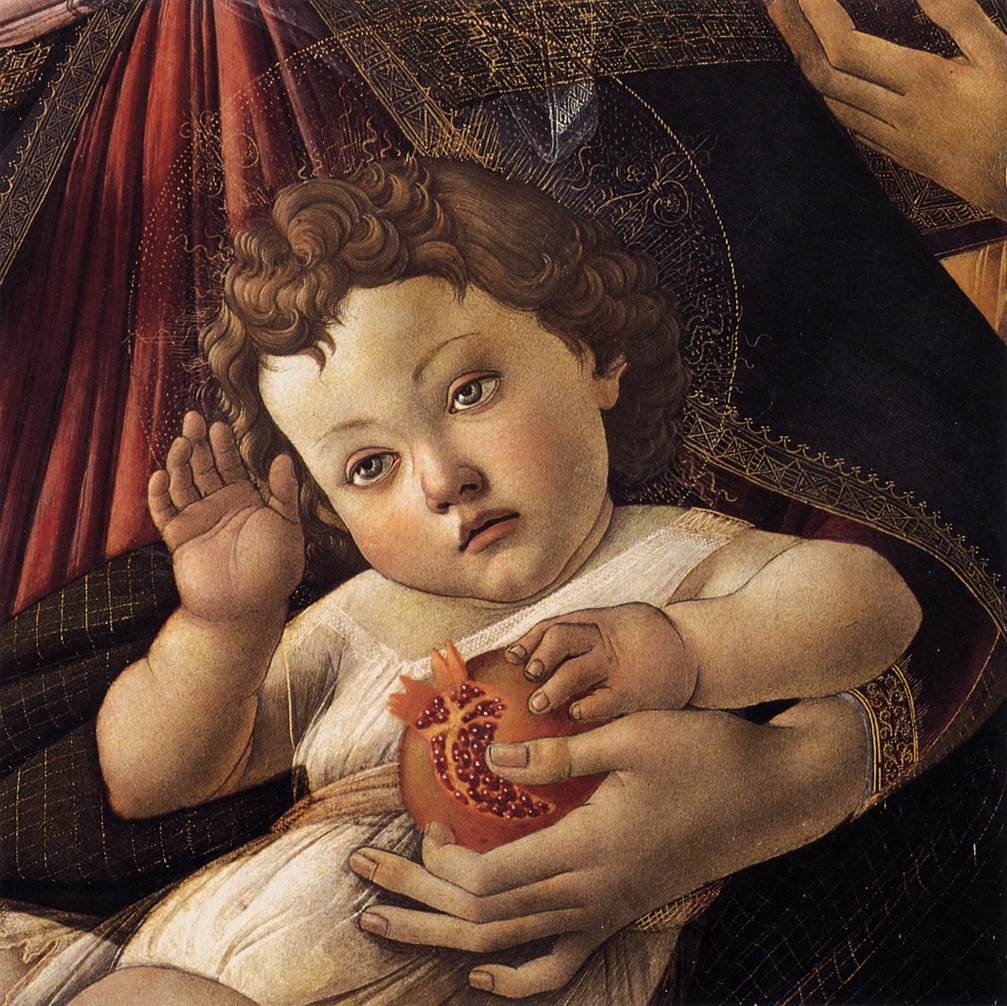
Particolare da Madonna della melagrana di Sandro Botticelli, ca. 1487 (Galleria degli Uffizi, Firenze).

La melagrana è anche presente nella decorazione religiosa cristiana, soprattutto per gli abiti e paramenti dei sacerdoti per le funzioni religiose, oltre che in scultura e architettura (per esempio sui capitelli medievali).
Nel Medioevo, la Vergine Maria era raffigurata con una melagrana fra le mani, come ad esempio la statua di pietra della Madonna della Melagrana del Museo diocesano di Lucera, databile alla seconda metà del XIV secolo.
Anche alcuni dipinti a tema religioso di Sandro Botticelli, Carlo Crivelli e Leonardo da Vinci, riprendono il tema del melograno o del suo frutto; si veda ad esempio la Madonna della melagrana del Botticelli. Nella c.d. Madonna Salting (Madonna col Bambino) di Antonello da Messina (1460-1469, ora alla National Gallery di Londra) è Gesù Bambino a tenere in mano una melagrana, aprendo una tradizione: in questi casi il frutto è un simbolo anticipatore della passione. Per il colore del suo succo la melagrana richiama infatti da sempre il sangue. Nell'iconografia cristiana diventerà quindi simbolo di martirio, un martirio fecondo come il frutto pieno di semi. Soprattutto è un riferimento alla teologia di Cristo Signore glorioso e della sua Ekklesia-"corpo mistico" che racchiude in sé il popolo salvato e sparso (spermatikòs come il logos-verbo di Dio) nel mondo, seme santo e santificatore.
Anche nel libro biblico Cantico dei Cantici, il melograno ottiene un forte valore simbolico dato il contesto e il genere dello scritto: l'amata è paragonata ad un giardino pieno di alberi di melograno e l'amore potrà essere consumato proprio quando gli alberi saranno fioriti.
Un giorno importante della Chiesa ortodossa greca è la Presentazione di Maria, in tale ricorrenza è tradizionale in alcune regioni della Grecia la preparazione della tavola della polysporia, anche nota con l'antico nome di panspermia, con offerte di cibi e frutti della terra fertile, con evidenti richiami pagani a Dioniso. Quando è acquistata una nuova casa è uso in Grecia mettere quale primo dono presso l'Iconostasi (altare domestico) della casa una melagrana come simbolo di abbondanza, fertilità e buona fortuna.

### Islam
In accordo col Corano, il melograno è citato per crescere nel giardino del paradiso (55:068). È anche menzionato in (6:99, 6:141) dove i melograni sono descritti tra le buone cose create da Dio.

### Massoneria
All'interno del Tempio Massonico, la melagrana è posizionata sulla colonna J e indica la fecondità rappresentata dai molti semi collocati nello stesso frutto. La melagrana simboleggia l'unione di tutti i Fratelli uniti nella Massoneria Universale.

## Altri legami culturali

### Armenia
Anche se il frutto principale dell'Armenia è l'Albicocco, cioè il Prunus armeniaca, si può dire che la melagrana sia il secondo frutto del paese, appartenente alla sua cultura nei millenni. Nella tradizione armena è anche la produzione di vino di melagrana, che giunge a superare la gradazione alcolica di 11 gradi.

### Azerbaigian
Ogni anno si tiene un festival a Goychay (Azerbaigian), conosciuto come il Festival del Melograno; il festival presenta le specialità della cucina locale, che utilizza le locali varietà di melagrane, e dove poi si fa sfoggio delle danze e delle musiche tradizionali del paese.
Il festival ha tradizionalmente luogo in ottobre, il periodo di maturazione delle melagrane.

### Induismo
Nell'Induismo, uno dei nomi del Dio Ganesha è "Bijapuraphalasakta", cioè "colui che gradisce il frutto dai molti semi" (la melagrana).
Ogni parte della pianta (radici, corteccia, fiori, foglie) è usata nella medicina Ayurveda.

### Letteratura
Il ciclo del melograno è costituito da un solo romanzo, Il fuoco, scritto da Gabriele D'Annunzio e simbolo della vittoria sulle passioni, segno di una risorta volontà.
Il chicco acre della melagrana è un romanzo, scritto da Letizia Leonardi e Kevork Orfalian che narra la storia vera di un figlio della diaspora armena
Il melograno è citato anche da Giosuè Carducci in Rime Nuove, e definito:
Il verde melograno

dai bei vermigli fior.

## Presenza negli stemmi
- Nello stemma della bandiera della Spagna è presente una melagrana con due foglie che si biforcano.
- La città spagnola di Granada ha nello stemma un frutto di melograno, in spagnolo granada e in antico francese la grenade significavano appunto melagrana, la denominazione della città spagnola deriva dall'introduzione del frutto operata dalla dominazione moresca nella penisola iberica.
- La melagrana è nello stemma dell'ex comune di Bazzano (Bologna).
- La melagrana è uno dei simboli della Armenia, rappresenta fertilità, abbondanza e matrimonio.
- È compreso nello stemma di molte città in Turchia.

## Curiosità

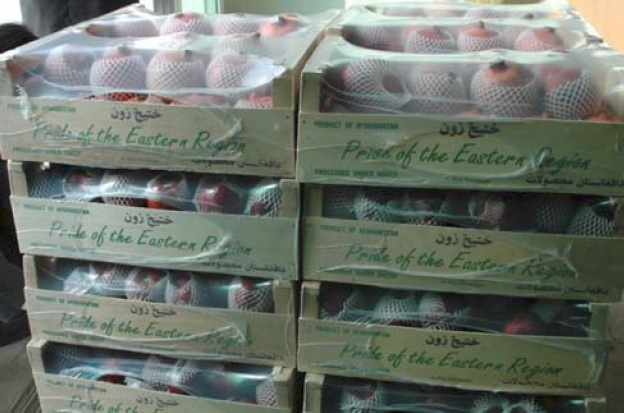
Melagrane imballate in Afghanistan orientale per l'esportazione in Dubai.

- Esiste un minerale, il granato, che in alcune sue varietà richiama il colore e la forma dei semi della melagrana.
- In Uzbekistan è un frutto simbolo onnipresente nell'iconografia antica e moderna locale. Il solo frutto come anche l'intero albero del melograno si può trovare nelle antiche porte come nelle colonne intagliate di alcune Medrase. È uno dei soggetti più comuni nei suzani ricamati a mano (tovaglie, arazzi), nelle stampe tessili con cui realizzano vestiti, sciarpe, borse, nei cofanetti intagliati e nelle minature dipinte a mano. La melagrana è presente anche in una delle due facce della banconota uzbeka da 200.000 sum.
- La regione di Kandahar è nota in Afghanistan per le sue varietà pregiate di melagrane.
- La melagrana fu presente nella decorazione dell'emblema della regina Caterina di Aragona (1485 – 1536), che fu la prima moglie del Re Enrico VIII e che, in seguito all'incapacità di dare un figlio maschio al Re, fu ripudiata e il re sposò in seconde nozze Anna Bolena. Non appena regina, questa ultima, come primo decreto cambiò la decorazione del blasone con un falcone bianco che becca i chicchi della melagrana.
- Dal nome del frutto "granata" trae origine il sostantivo con cui, originariamente e ancora oggi nel linguaggio comune, viene indicata l'attuale bomba a mano che, similmente a una melagrana, nelle sue prime forme era costituita da un guscio rotondeggiante contenente un grande numero di pallini di metallo che, in seguito all'esplosione dell'ordigno, venivano proiettati all'intorno per arrecare danni e ferite ai soldati nemici.[9]
- Dal colore del frutto trae origine il rosso granata, un rosso scuro tendente al bordò, particolarmente noto per essere il colore sociale della squadra di calcio del Torino frequentemente appellata come "i granata".[10]

## Galleria d'immagini

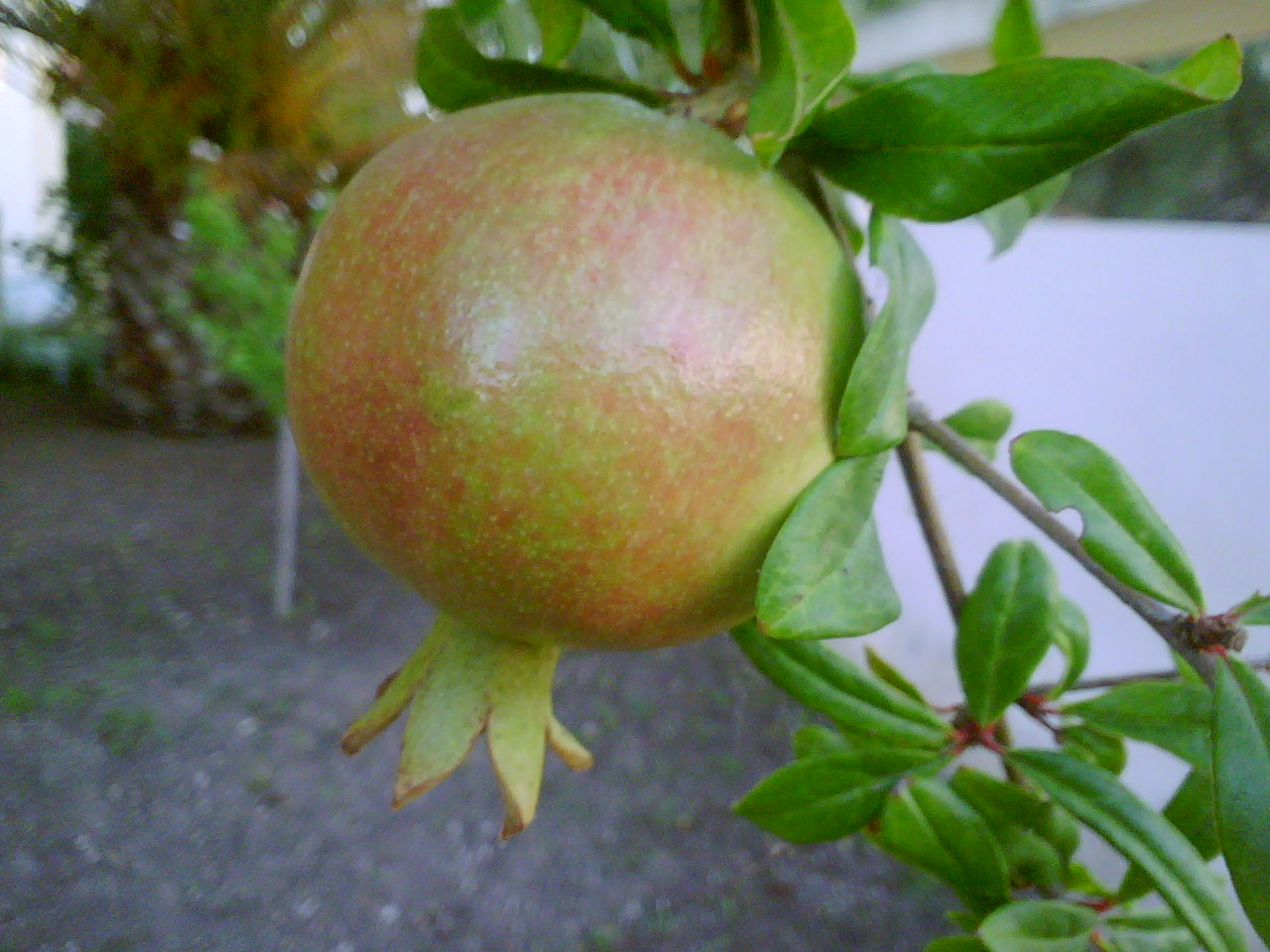
Melagrana
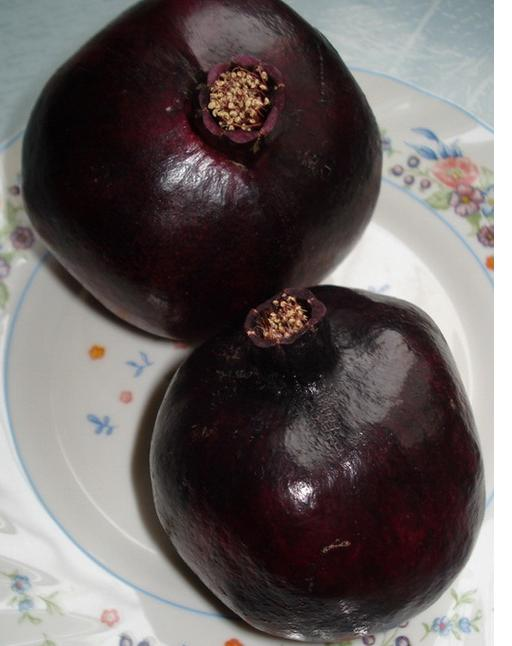
Anor e Sioh (Melagrana nera) di Taft, Iran
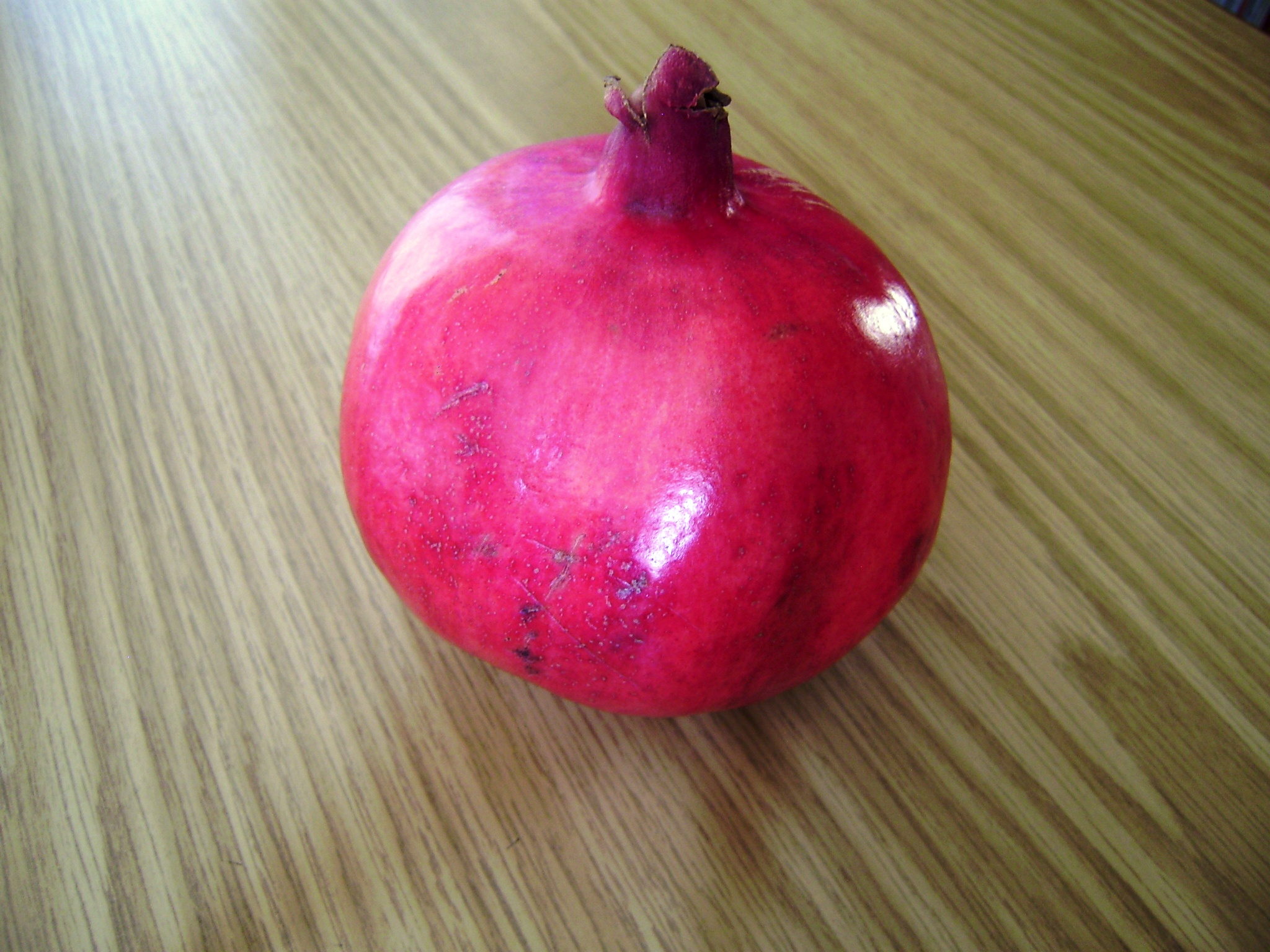
Melagrana
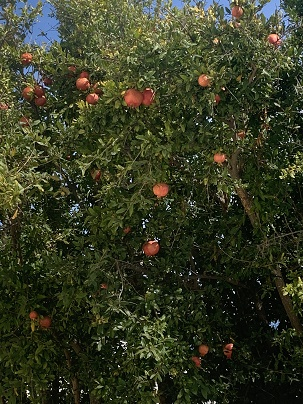
Melograno in Grecia (Thira, Isola di Santorini)
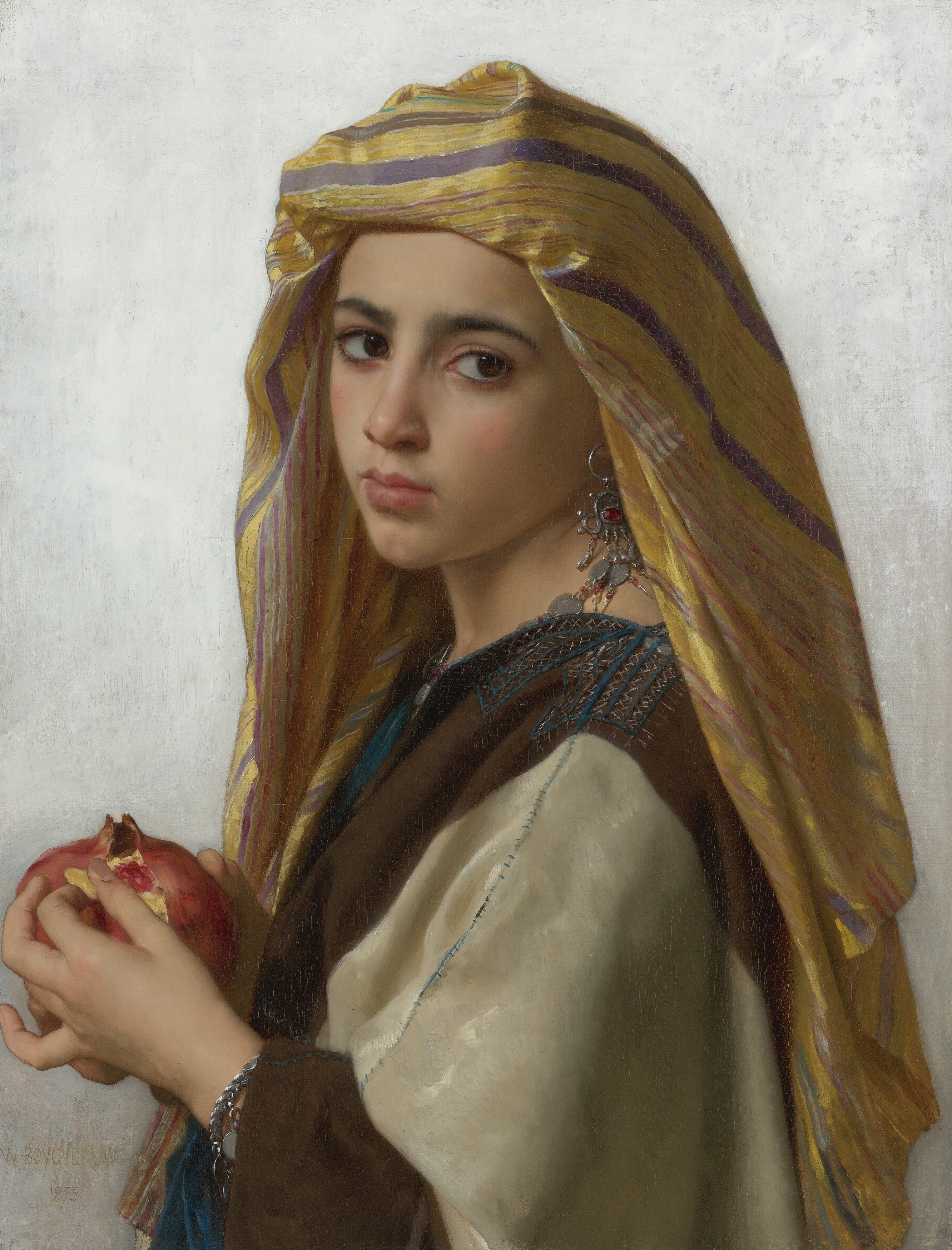
Ragazza con frutto di melograno, di William Bouguereau
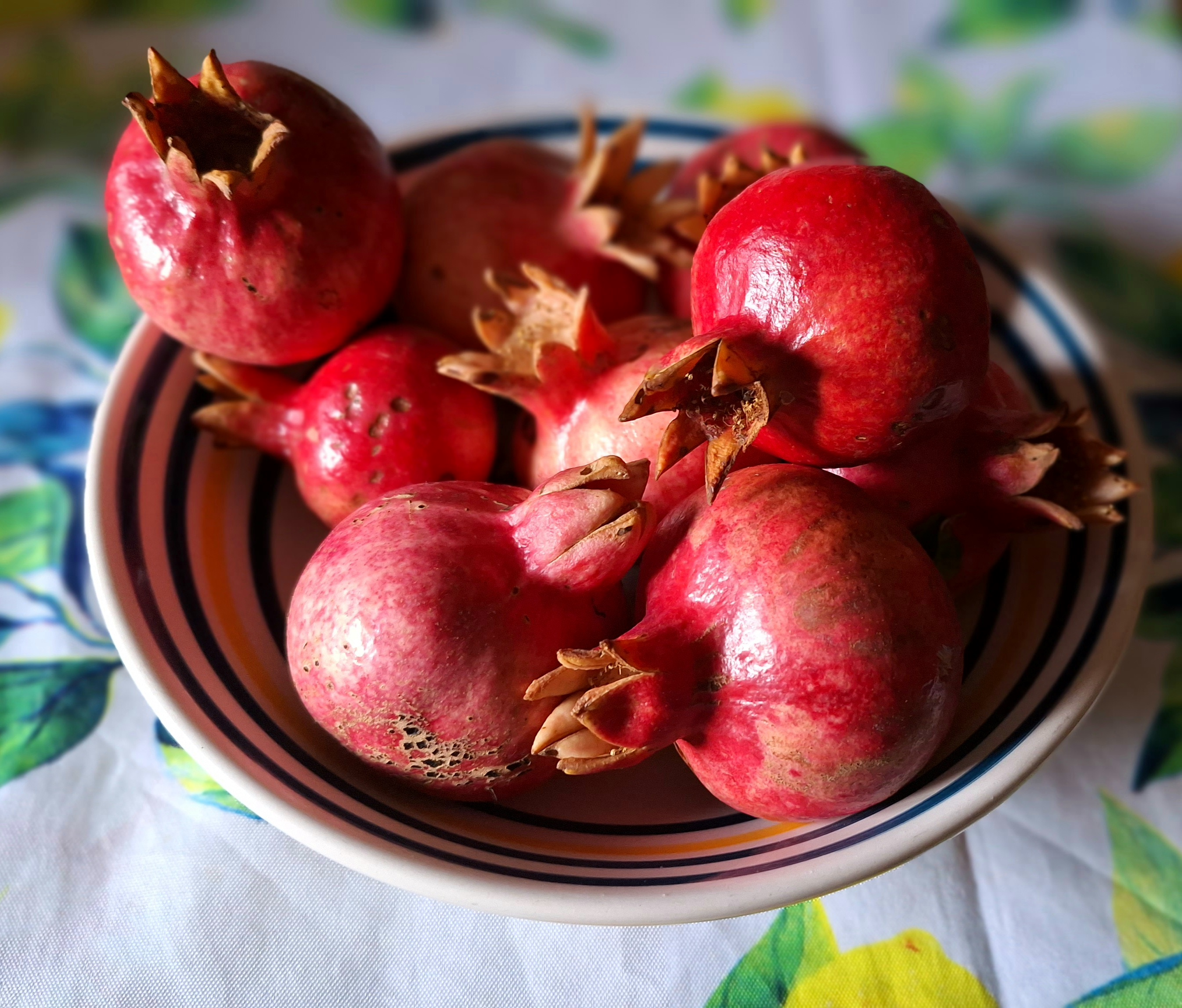
Ciotola con melagrane